# Мацей Джевіцький
Мацей Джевіцький гербу Цьолек (нар. 22 лютого 1467, Джевиця — пом. 22 серпня 1535, Лович) — польський римо-католицький і державний діяч; єпископ перемишльський (1503–1513), куявсько-поморський (1513–1531), архієпископ Ґнєзненський і примас Польщі (1531–1535); підканцлер (1501–1511) і канцлер великий коронний (1511–1515).

## Життєпис

Найстарший з відомих польських екслібрисів, присвячений Мацею Джевіцькому; виконаний 1516 року у Відні Єронімусом Вієтором

Народився Мацей 22 лютого 1467 року у Джевиці біля Опочно у сім'ї Якуба Джевіцького, пізніше каштеляна жарнувського, і Катажини Лібішовської. Мав 10 братів і 6 сестер.
Освіту здобув у катедральній школі у Влоцлавеку (1479-1482). З Влоцлавека виїхав на подальше навчання до Кракова. Швидше за все, через відсутність підтримки з боку родини, студентом університету він так і не став, преребував серед бездомних і жебраків студентів. Зрештою, Мацей влаштуватися слугою в будинку відомого на той час італійського гуманіста, публіциста і дипломата Філіпа Буонакорсі Калімаха, королівського секретаря та вчителя синів короля Казимира Ягелончика. Каллімах, помітивши надзвичайний ентузіазм до навчання у слуги, розпочав його навчати латині та літературі. Мацей досяг такого успіху, що через деякий час Каллімах довірив йому керівництво своєю канцелярією. Він також познайомив молодого Джевіцького зі спільнотою гуманістів, професорів Краківського та Флорентійського університетів. Він також брав участь у королівських посольствах Каллімаха до Відня та Венеції.

### Політична кар'єра
1492 року став секретарем у королівській канцелярії під керівництвом Філіпа Калімаха. Був вірником і дорадцею Яна Ольбрахта, з 1497 року був уже першим королівським секретарем, підканцлером коронним став 1501 року.
Після смерті Яна Ольбрахта Мацей Джевіцький швидко втратив своє значення при дворі Олександра Ягеллончика, хоча зберіг уряд підканцлера. Підписав конституцію Nihil novi не сеймі у Радомі 1505 року. Підписав диплом елекції Сигізмунда I Старого на короля польського і великого князя литовського на сеймі у Пйотркуві 8 грудня 1506 року.
Саме після елекції Сигізмунда I Старого Джевіцький поновив свою політичну роль, ведучи запеклу боротьбу з канцлером Яном Лаським. 1511 року став канцлером великим коронним. На сеймі 1515 року склав повноваження канцлера через раніше обрання на посаду куявсько-поморського єпископа (1513). Одним із його досягнень під час роботи в канцелярії було запровадження в його практику дипломатичного шифру — вперше в історії польської дипломатії.

### Церковна кар'єра
Церковна кар'єра Мацея Джевіцького розпочалася 1488 року, коли він став каноніком краківським. Потім 1492 року він став схоластиком краківським, 1493 року став кантором сандомирським, 1496 року — схоластиком ленчицьким. У наступні роки він став пробстом скальбмежським (1498) та краківським (1499), каноніком познанським 1500.
У середині 1503 року король Олександр Ягеллончик, бажаючи позбутися Джевіцького зі свого найближчого оточення, призначив його єпископом перемишльським. Отримавши преконізацію для перемишльського єпископства 21 жовтня 1504 року, у листопаді Джевіцький виїхав до Риму, де 11 січня 1505 року був висвячений.
1513 року Мацей Джевіцький був обраний на посаду куявсько-поморського єпископа. Вибір був затверджений буллою папи Лева X від 2 грудня 1513 року, прийняв владу на початку 1514 року, а інгрес здійснив 15 січня 1515 року. Джевіцький був щедрим жертводавцем, подарував своєму собору у Влоцлавеку численні та цінні облачення та літургійний посуд, а також коштовно оздоблені міссали та антифонарії. Він побудував єпископський замок у Вольбужі.
Навіть після складення повноважень канцлера, Мацей Джевіцький продовжував брати активну участь у дипломатії Ягеллонів, був прибічником прогабсбурзької орієнтації. 1515 року брав участь у Віденському конгресі королів Польщі, Богемії та імператора Священної Римської імперії. Від імені Сигізмунда I Старого як опікуна малолітнього Людовика II Ягеллончика сприяв вибору Карла V Габсбурга імператором Священної Римської імперії у Франкфурті-на-Майні 1519 року. Був королівським комісаром у Ґданську 1524 року, підписантом акту Краківського миру 1525 року, який формально завершив польсько-тевтонську війну 1519—1521 років і секуляризував Тевтонський орден.
Після смерті Яна Ласького, на прохання королеви Бони, був призначений королем архієпископом Ґнєзненським 12 червня 1531. Папа Климент VII підтвердив обрання 3 серпня, інгрес до Ґнєзно відбув 20 березня 1532 року. У серпні того ж року він скликав провінційний синод, статут якого був надрукований у Кракові. Здебільшого перебував у Ловичу, звідки приїздив на квітневі капітули генеральні до Ґнєзно у 1534 і 1535 роках. 1534 року він заснував колегіум псалтиристів при соборі в Ґнєзно. Продовжував брати активну участь у політиці, особливо під час сейму в Пйотркуві 1534 року, борючись з опозицією шляхти. Тоді він перебував під сильним політичним впливом Пйотра Томіцького.
Мацей Джевіцький використав великі доходи архієпископства для зміцнення становища своєї родини. Був гуманістом, значно поповнив колекцію соборної бібліотеки. Для неї був створений перший польський екслібрис. Він вів великий щоденник, що зберігся за 1499—1515 роки, був автором продовження каталогу куявських єпископів Яна Длугоша та родоводу Цьолеків у Джевиці. Збереглися його листи.
Під час подорожі до Кракова Мацей Джевіцький захворів і помер у Ловичу 22 серпня 1535 року. Був похований у ґнєзненській катедрі 25 вересня у каплиці Спровських.

## Найважливіші твори
- Vitae episcoporum Vladislaviensium, продовження роботи Яна Длугоша від 1473 року, з фрагментами автобіографії.
- Dziennik życia i wydarzeń publicznych z lat 1499—1515[22], текст вид. H. Rybus[21].
- Передмова (у формі листа до венеційського патриція М. Антоніо Мауроцено) до видання: F. Kallimach Historia de his quae a Ventis tentata sunt… (бл. 1504).
- Memoriał przeciw prymasowi J. Łaskiemu, (кінець 1521).